# Lac du Verney (Isère)
Pour les articles homonymes, voir Lac du Verney et Verney.
Le lac du Verney est une retenue d'eau artificielle fermé par le barrage du Verney, en Isère, dans les Alpes françaises.

## Géographie
Le lac du Verney s'étend sur 75 ha à 725 mètres d'altitude et a une profondeur variable. Il est situé entre les massifs de Belledonne et des Grandes Rousses et proche des communes d’Allemond, d'Oz-en-Oisans et de Vaujany.

## Activités
Il est possible de se balader sur les bords du lac. Préferez la rive gauche, et arrivés au bout du lac récupérez une partie de la route sur environ 500m et prendre à gauche en direction du Villaret. 
Les activités autorisées et surveillées par sauveteur aquatique : planche à voile, canoë, voilier (optimist), engins nautiques à pédales.
Activités interdites : baignade, plongée, motonautisme et ski nautique.